# متسلی
متسلی (به چکی: Mcely) یک منطقهٔ مسکونی در جمهوری چک است که در ناحیه نیمبورک واقع شده‌است. متسلی ۱۳٫۳۹ کیلومتر مربع مساحت و ۳۸۱ نفر جمعیت دارد و ۲۱۱ متر بالاتر از سطح دریا واقع شده‌است.